# 亚历克·波茨
亚历克·波茨（英語：Alec Potts，1996年2月19日—）生于维多利亚州克莱顿，是一名澳大利亚男子射箭运动员。波茨2008年时开始练习射箭，2011年首次参加国际比赛，2015年首次参加成人比赛。他在2016年入选了里约奥运澳大利亚射箭队。他在奥运期间联同另外两名队友瑞安·泰亚克和泰勒·沃思在男子团体项目中获得铜牌。十几天后，他和另外几名澳大利亚代表团的选手因擅自进入篮球赛场观看奥运男子篮球半决赛澳大利亚对阵塞尔维亚的比赛而被巴西警方逮捕。